# Persone di nome Angelo
| Questa pagina contiene informazioni ricavate automaticamente dalle voci biografiche con l'ausilio del template Bio e di un bot. L'aggiornamento è periodico e automatico e ricostruisce completamente la pagina. Se manca una persona in questa lista, sei pregato di non aggiungerla, ma accertati piuttosto che la sua voce biografica contenga il template Bio e che i dati anagrafici siano correttamente compilati. Se il template Bio manca, inseriscilo tu stesso o, in alternativa, metti l'avviso {{tmp\|Bio}} che ne segnala la mancanza. Se i dati riportati sono sbagliati, correggi direttamente la voce biografica; le modifiche saranno visibili in questa lista entro pochi giorni. Per chiarimenti vedi il progetto antroponimi. La lista contiene solo le 1.188 persone che sono citate nell'enciclopedia e per le quali è stato implementato correttamente il template Bio. Pagina aggiornata al 6 ago 2025. |

Questa è una lista di persone presenti nell'enciclopedia che hanno il nome Angelo, suddivise per attività principale.

## Abati(3)
- Angelo da Vallombrosa, abate italiano (n. 1455 - † 1530)
- Angelo Maria Ettinger, abate lussemburghese (Lussemburgo, n. 1867 - Abbazia di Montecassino, † 1918)
- Angelo Fumagalli, abate e storico italiano (Milano, n. 1728 - Milano, † 1804)

## Allenatori di calcio(34)
- Angelo Aimo, allenatore di calcio e ex calciatore italiano (Manerbio, n. 1964)
- Angelo Alessio, allenatore di calcio e ex calciatore italiano (Capaccio, n. 1965)
- Angelo Becchetti, allenatore di calcio italiano (Roma, n. 1928 - Pesaro, † 2021)
- Angelo Benincasa, allenatore di calcio italiano (Roma, n. 1895)
- Angelo Buratti, allenatore di calcio e calciatore italiano (Motta Visconti, n. 1932 - San Benedetto del Tronto, † 2017)
- Angelo Carpineta, allenatore di calcio e ex calciatore italiano (Pietraferrazzana, n. 1961)
- Angelo Carrano, allenatore di calcio e ex calciatore italiano (Taranto, n. 1940)
- Angelo Castronaro, allenatore di calcio e ex calciatore italiano (Porto Sant'Elpidio, n. 1952)
- Angelo Colletta, allenatore di calcio e ex calciatore italiano (Genova, n. 1948)
- Angelo Colombo, allenatore di calcio e ex calciatore italiano (Mezzago, n. 1961)
- Angelo Crialesi, allenatore di calcio e ex calciatore italiano (Roviano, n. 1958)
- Angelo Deruggiero, allenatore di calcio e ex calciatore italiano (Cerignola, n. 1966)
- Angelo Farina, allenatore di calcio, calciatore e dirigente sportivo italiano (Bergamo, n. 1905 - Bergamo, † 1994)
- Angelo Franzosi, allenatore di calcio e calciatore italiano (Milano, n. 1921 - Milano, † 2010)
- Angelo Gregucci, allenatore di calcio e ex calciatore italiano (San Giorgio Ionico, n. 1964)
- Angelo Grizzetti, allenatore di calcio e calciatore italiano (Vedano Olona, n. 1916 - Bry-sur-Marne, † 1998)
- Angelo Longoni, allenatore di calcio e calciatore italiano (Lecco, n. 1933 - Lecco, † 1993)
- Angelo Mattea, allenatore di calcio e calciatore italiano (Santhià, n. 1892 - Torino, † 1960)
- Angelo Niculescu, allenatore di calcio e calciatore rumeno (Craiova, n. 1921 - Bucarest, † 2015)
- Angelo Raffaele Nolé, allenatore di calcio e ex calciatore italiano (Potenza, n. 1984)
- Angelo Orazi, allenatore di calcio e ex calciatore italiano (Spoleto, n. 1951)
- Angelo Orlando, allenatore di calcio e ex calciatore italiano (San Cataldo, n. 1965)
- Angelo Ottani, allenatore di calcio e ex calciatore italiano (Sassuolo, n. 1936)
- Angelo Pagliaccetti, allenatore di calcio e ex calciatore italiano (Giulianova, n. 1966)
- Angelo Pagotto, allenatore di calcio e ex calciatore italiano (Verbania, n. 1973)
- Angelo Panara, allenatore di calcio e calciatore italiano (Rosate, n. 1937 - Pieve Porto Morone, † 2007)
- Angelo Pereni, allenatore di calcio e calciatore italiano (Gorla Minore, n. 1943 - Gorla Minore, † 2020)
- Angelo Piccaluga, allenatore di calcio e calciatore italiano (Vercelli, n. 1906 - Asti, † 1993)
- Angelo Piccioli, allenatore di calcio e calciatore italiano (Bergamo, n. 1920 - Alzano Lombardo, † 1991)
- Angelo Pierleoni, allenatore di calcio e ex calciatore italiano (Celano, n. 1962)
- Angelo Piffarerio, allenatore di calcio e calciatore italiano († 1975)
- Angelo Pochissimo, allenatore di calcio e calciatore italiano (Fossano, n. 1936 - Fossano, † 1976)
- Angelo Rosso, allenatore di calcio e calciatore italiano (Freyre, n. 1915 - Genova, † 1973)
- Angelo Terracenere, allenatore di calcio e ex calciatore italiano (Molfetta, n. 1963)

## Allenatori di pallacanestro(3)
- Angelo Bondi, allenatore di pallacanestro italiano (Santa Marinella, n. 1948)
- Angelo Bovi, allenatore di pallacanestro italiano (Roma, † 1950)
- Angelo De Filippo, allenatore di pallacanestro italiano

## Allenatori di pallavolo(4)
- Angelo Costa, allenatore di pallavolo italiano (Modena, n. 1918 - Ravenna, † 1979)
- Angelo Frigoni, allenatore di pallavolo e dirigente sportivo italiano (Brescia, n. 1954)
- Angelo Lorenzetti, allenatore di pallavolo italiano (Fano, n. 1964)
- Angelo Vercesi, allenatore di pallavolo e ex pallavolista brasiliano (Catanduva, n. 1967)

## Allenatori di pugilato(1)
- Angelo Dundee, allenatore di pugilato statunitense (Filadelfia, n. 1921 - Tampa, † 2012)

## Allenatori di sci alpino(1)
- Angelo Weiss, allenatore di sci alpino e ex sciatore alpino italiano (Trento, n. 1969)

## Alpinisti(2)
- Angelo Dibona, alpinista italiano (Cortina d'Ampezzo, n. 1879 - Cortina d'Ampezzo, † 1956)
- Angelo Dimai, alpinista e militare italiano (Cortina d'Ampezzo, n. 1819 - Cortina d'Ampezzo, † 1880)

## Altisti(1)
- Angelo Tommasi, altista italiano (Verona, n. 1911 - Verona, † 2004)

## Ambasciatori(1)
- Angelo Acciaiuoli di Cassano, ambasciatore e politico italiano

## Ammiragli(7)
- Angelo Cabrini, ammiraglio italiano (Pavia, n. 1917 - Roma, † 1987)
- Angelo Ugo Conz, ammiraglio e politico italiano (Ancona, n. 1871 - Marlia, † 1948)
- Angelo Emo, ammiraglio italiano (Venezia, n. 1731 - Malta, † 1792)
- Angelo Iachino, ammiraglio italiano (Sanremo, n. 1889 - Roma, † 1976)
- Angelo Mariani, ammiraglio italiano (Brindisi, n. 1935)
- Angelo Monassi, ammiraglio italiano (Bellagio, n. 1920 - Roma, † 2000)
- Angelo Parona, ammiraglio italiano (Novara, n. 1889 - Roma, † 1977)

## Anarchici(2)
- Angelo Gino Agnese, anarchico, attivista e fisico italiano (Genova, n. 1940 - Genova, † 2001)
- Angelo Pellegrino Sbardellotto, anarchico italiano (Mel, n. 1907 - Roma, † 1932)

## Anatomisti(3)
- Angelo Bairati, anatomista italiano (Torino, n. 1911 - San Leo, † 1994)
- Angelo Cesare Bruni, anatomista italiano (Torino, n. 1884 - Orta San Giulio, † 1955)
- Angelo Michele Sacchi, anatomista italiano (Bologna, n. 1538 - Bologna, † 1611)

## Antifascisti(1)
- Angelo Grassi, antifascista e politico italiano (Belgioioso, n. 1903)

## Arbitri di calcio(8)
- Angelo Amendolia, arbitro di calcio italiano (Pace del Mela, n. 1951 - Milazzo, † 2012)
- Angelo Angelelli, arbitro di calcio italiano (Terni, n. 1946 - Terni, † 2022)
- Angelo Bonfrisco, ex arbitro di calcio italiano (Monza, n. 1960)
- Angelo Cervellera, ex arbitro di calcio italiano (Martina Franca, n. 1981)
- Angelo Martino Giancola, ex arbitro di calcio italiano (Vasto, n. 1977)
- Angelo Pellacani, arbitro di calcio e calciatore italiano (Piacenza, n. 1891 - † 1936)
- Angelo Pozzi, arbitro di calcio e dirigente sportivo italiano (Monza, n. 1895 - Monza, † 1968)
- Nino Sganzetta, arbitro di calcio italiano (n. 1888 - Torino, † 1955)

## Arbitri di calcio a 5(1)
- Angelo Galante, ex arbitro di calcio a 5 italiano (San Giovanni Rotondo, n. 1975)

## Archeologi(1)
- Angelo e Alfredo Castiglioni, archeologo e regista italiano (Milano, n. 1937 - Varese, † 2022)

## Architetti(18)
- Angelo Angelucci, architetto italiano (Roccalvecce, n. 1816 - Torino, † 1891)
- Angelo Bianchetti, architetto italiano (Milano, n. 1911 - Savona, † 1994)
- Angelo Carasale, architetto e impresario teatrale italiano (Napoli, † 1742)
- Angelo Colla, architetto, restauratore e decoratore italiano (Gignese, n. 1827 - Milano, † 1892)
- Angelo Crippa, architetto e disegnatore italiano (Varallo Sesia, n. 1882 - Genova, † 1970)
- Angelo Di Castro, architetto italiano (Roma, n. 1901 - Roma, † 1989)
- Angelo Mangiarotti, architetto, designer e urbanista italiano (Milano, n. 1921 - Milano, † 2012)
- Angelo Marchi, architetto e ingegnere italiano (Scandicci, n. 1897 - † 1963)
- Angelo Marinucci, architetto e pittore italiano (Roma, n. 1909 - Roma, † 1994)
- Angelo Masieri, architetto italiano (Villa Santina, n. 1921 - Bedford, † 1952)
- Angelo Pierallini, architetto italiano (Figline Valdarno, n. 1807 - Figline Valdarno, † 1884)
- Angelo Rasori, architetto e scultore italiano (Parma, n. 1702 - Parma)
- Angelo Savoldi, architetto italiano (Pavia, n. 1845 - Milano, † 1916)
- Angelo Scattolin, architetto italiano (Venezia, n. 1904 - Venezia, † 1981)
- Angelo Torricelli, architetto e teorico dell'architettura italiano (Milano, n. 1946)
- Angelo Toselli, architetto, pittore e scenografo italiano (Bologna - Roma, † 1827)
- Angelo Venturoli, architetto italiano (Medicina, n. 1749 - Bologna, † 1821)
- Angelo da Orvieto, architetto italiano (Orvieto - † 1352)

## Archivisti(1)
- Angelo Mercati, archivista, storico e traduttore italiano (Reggio nell'Emilia, n. 1870 - Città del Vaticano, † 1955)

## Arcivescovi cattolici(14)
- Angelo Maria Ciria, arcivescovo cattolico italiano (Cremona, n. 1610 - Chieti, † 1656)
- Angelo Fagiani, arcivescovo cattolico italiano (Monterubbiano, n. 1943 - Fermo, † 2020)
- Angelo Ficarra, arcivescovo cattolico italiano (Canicattì, n. 1885 - Canicattì, † 1959)
- Angiolo Franceschi, arcivescovo cattolico italiano (Pisa, n. 1735 - Pisa, † 1806)
- Angelo Massafra, arcivescovo cattolico italiano (San Marzano di San Giuseppe, n. 1949)
- Angelo Paino, arcivescovo cattolico italiano (Santa Marina Salina, n. 1870 - Messina, † 1967)
- Angelo Palmas, arcivescovo cattolico italiano (Villanova Monteleone, n. 1914 - Roma, † 2003)
- Angelo Raffaele Panzetta, arcivescovo cattolico italiano (Pulsano, n. 1966)
- Angelo Rossini, arcivescovo cattolico italiano (San Biagio d'Argenta, n. 1890 - † 1965)
- Angelo Rotta, arcivescovo cattolico italiano (Milano, n. 1872 - Città del Vaticano, † 1965)
- Angelo Robino, arcivescovo cattolico italiano (Salemi, n. 1805 - † 1868)
- Angelo Giacinto Scapardini, arcivescovo cattolico italiano (Miasino, n. 1861 - Vigevano, † 1937)
- Angelo Spina, arcivescovo cattolico italiano (Colle d'Anchise, n. 1954)
- Angelo Vincenzo Zani, arcivescovo cattolico italiano (Pralboino, n. 1950)

## Arrangiatori(1)
- Angelo Giacomazzi, arrangiatore, direttore d'orchestra e compositore italiano (Genova, n. 1907 - Milano, † 1977)

## Artisti(3)
- Angelo Accardi, artista italiano (Sapri, n. 1964)
- Angelo Barovier, artista italiano (Venezia - Venezia, † 1480)
- Angelo Enrico Canevari, artista, scultore e scenografo italiano (Roma, n. 1929 - Amelia, † 2014)

## Assassini seriali(2)
- Angelo Buono, serial killer statunitense (Rochester, n. 1934 - Calipatria, † 2002)
- Angelo Stazzi, serial killer italiano (Roma, n. 1945)

## Atleti paralimpici(1)
- Angelo Zanotti, ex atleta paralimpico e sciatore alpino italiano (Gorno, n. 1967)

## Attivisti(5)
- Angelo Cardona, attivista colombiano (Soacha, n. 1997)
- Angelo Frammartino, pacifista italiano (Monterotondo, n. 1982 - Gerusalemme, † 2006)
- Angelo Pezzana, attivista, politico e giornalista italiano (Santhià, n. 1940)
- Angelo Quattrocchi, attivista, scrittore e giornalista italiano (Cantù, n. 1941 - Roma, † 2009)
- Angelo Zanti, attivista e partigiano italiano (Cavriago, n. 1896 - Reggio Emilia, † 1945)

## Attori(20)
- Angelo Bernabucci, attore italiano (Roma, n. 1944 - Roma, † 2014)
- Angelo Calabrese, attore italiano (Trieste, n. 1888 - Roma, † 1959)
- Angelo Cecchelin, attore e comico italiano (Trieste, n. 1894 - Torino, † 1964)
- Angelo Donato Colombo, attore italiano (Vimercate, n. 1986)
- Angelo Dessy, attore italiano (Alghero, n. 1907 - Roma, † 1983)
- Angelo Di Loreta, attore italiano (Roma, n. 1936 - Roma, † 2021)
- Angelo Ferrari, attore italiano (Roma, n. 1897 - Niederlehme, † 1945)
- Angelo Gandolfi, attore italiano (Bologna, n. 1886 - Roma, † 1942)
- Angelo Infanti, attore italiano (Zagarolo, n. 1939 - Tivoli, † 2010)
- Angelo Maggi, attore, doppiatore e direttore del doppiaggio italiano (Roma, n. 1955)
- Angelo Maggio, attore italiano (Napoli, n. 1945)
- Angelo Maresca, attore e regista italiano (Castelfidardo, n. 1963)
- Angelo Muscat, attore maltese (Malta, n. 1930 - Londra, † 1977)
- Angelo Musco, attore italiano (Catania, n. 1871 - Milano, † 1937)
- Angelo Pellegrino, attore e scrittore italiano (Palermo, n. 1946)
- Angelo Pezzaglia, attore italiano (Camposanto, n. 1851 - Torino, † 1915)
- Angelo Rossitto, attore e doppiatore statunitense (Omaha, n. 1908 - Los Angeles, † 1991)
- Angelo Russo, attore italiano (Ragusa, n. 1961)
- Angelo Sorino, attore e doppiatore italiano (Roma, n. 1967)
- Angelo Zanolli, attore italiano (Napoli, n. 1936 - † 1999)

## Attori teatrali(5)
- Angelo Diligenti, attore teatrale italiano (San Remo, n. 1832 - Mortara, † 1895)
- Angelo Canova, attore teatrale italiano (Torino, n. 1781 - Torino, † 1854)
- Angelo Costantini, attore teatrale e scrittore italiano (Verona, n. 1655 - Verona, † 1729)
- Angelo Lipparini, attore teatrale italiano (Bologna, n. 1801 - † 1879)
- Angelo Moro Lin, attore teatrale e drammaturgo italiano (Venezia, n. 1831 - Venezia, † 1899)

## Aviatori(3)
- Angelo Ambrosini, aviatore, ingegnere aeronautico e imprenditore italiano (Desenzano al Serio, n. 1891 - Milano, † 1980)
- Angelo Berardi, aviatore e militare italiano (Taranto, n. 1887 - Taranto, † 1918)
- Angelo d'Arrigo, aviatore italiano (Catania, n. 1961 - Comiso, † 2006)

## Avvocati(11)
- Angelo Abisso, avvocato, magistrato e politico italiano (Sciacca, n. 1883 - Roma, † 1950)
- Angelo Baldassarri, avvocato e politico italiano (Terni, n. 1881 - Roma, † 1963)
- Angelo Carboni, avvocato e politico italiano (Frosinone, n. 1891 - † 1977)
- Angelo Colagrande, avvocato e politico italiano (L'Aquila, n. 1884 - L'Aquila, † 1965)
- Angelo Corsi, avvocato e politico italiano (Capestrano, n. 1889 - Roma, † 1966)
- Angelo Luzzani, avvocato e calciatore italiano (Como, n. 1896 - Como, † 1960)
- Angelo Manzini, avvocato e politico italiano (Desenzano del Garda, n. 1842 - Chiari, † 1909)
- Angelo Pavia, avvocato e politico italiano (Venezia, n. 1858 - Roma, † 1933)
- Angelo Petrozzani, avvocato e letterato italiano (Mantova, n. 1741 - Mantova, † 1814)
- Angelo Piazza, avvocato e politico italiano (Bologna, n. 1955)
- Angelo Valvassori Peroni, avvocato e politico italiano (Carpiano, n. 1870 - Milano, † 1931)

## Banchieri(2)
- Angelo Donati, banchiere e filantropo italiano (Modena, n. 1885 - Parigi, † 1960)
- Angelo Donati, banchiere e patriota italiano (Modena, n. 1847 - Milano, † 1897)

## Baritoni(2)
- Angelo Romero, baritono italiano (Cagliari, n. 1940)
- Angelo Veccia, baritono italiano (Roma, n. 1963)

## Bassi-baritoni(1)
- Angelo Nardinocchi, basso-baritono e baritono italiano (Colli del Tronto, n. 1943 - Roma, † 2025)

## Biatleti(1)
- Angelo Carrara, ex biatleta italiano (Serina, n. 1954)

## Biblisti(1)
- Angelo Tosato, biblista italiano (Venezia, n. 1938 - Roma, † 1999)

## Biologi(4)
- Angelo Genovese, biologo e giornalista italiano (Torre Annunziata, n. 1959)
- Angelo Ruffini, biologo e medico italiano (Pretare, n. 1864 - Baragazza, † 1929)
- Angelo Senna, biologo italiano (Milano, n. 1866 - Firenze, † 1952)
- Angelo Vescovi, biologo e farmacologo italiano (Romano di Lombardia, n. 1962)

## Bobbisti(2)
- Angelo Frigerio, bobbista italiano (Varese, n. 1926 - Vipiteno, † 2020)
- Angelo De Polo, ex bobbista italiano (Pieve di Cadore, n. 1951)

## Briganti(2)
- Angelo Duca, brigante italiano (San Gregorio Magno, n. 1734 - Salerno, † 1784)
- Angelo Rizzuto, brigante italiano (Parenti, n. 1771 - † 1810)

## Canoisti(1)
- Angelo Pedroni, ex canoista italiano (Cremona, n. 1943)

## Canottieri(2)
- Angelo Fioretti, canottiere italiano (Varese, n. 1918 - Varese, † 2001)
- Angelo Vanzin, canottiere italiano (Lierna, n. 1932 - Lierna, † 2018)

## Cantanti(4)
- Angelo Masini Pieralli, cantante italiano (San Giovanni Valdarno)
- Perseo Miranda, cantante italiano (Genova, n. 1968)
- Angelo Moore, cantante statunitense (Los Angeles, n. 1965)
- Angelo "Leadbelly" Rossi, cantante, chitarrista e produttore discografico italiano (Ancona, n. 1954)

## Cantastorie(1)
- Coniugi Cavallini, cantastorie italiano (n. 1928 - † 2005)

## Cantautori(3)
- Angelo Avarello, cantautore italiano (Ravanusa, n. 1957)
- Angelo Branduardi, cantautore, violinista e polistrumentista italiano (Cuggiono, n. 1950)
- Angelo Iannelli, cantautore, attore e scrittore italiano (Benevento, n. 1986)

## Cardinali(27)
- Angelo Acciaiuoli, cardinale e vescovo cattolico italiano (Firenze, n. 1340 - Pisa, † 1408)
- Angelo Acerbi, cardinale e arcivescovo cattolico italiano (Sesta Godano, n. 1925)
- Angelo Amato, cardinale e arcivescovo cattolico italiano (Molfetta, n. 1938 - Roma, † 2024)
- Angelo Bagnasco, cardinale e arcivescovo cattolico italiano (Pontevico, n. 1943)
- Angelo Barbarigo, cardinale italiano (Venezia - Ginevra, † 1418)
- Angelo Bianchi, cardinale e arcivescovo cattolico italiano (Roma, n. 1817 - Roma, † 1897)
- Angelo Capranica, cardinale, arcivescovo cattolico e politico italiano (Capranica Prenestina - Roma, † 1478)
- Angelo Celsi, cardinale italiano (Roma, n. 1600 - Roma, † 1671)
- Angelo Cino, cardinale e vescovo cattolico italiano (Bevagna - Pisa, † 1412)
- Angelo Comastri, cardinale e arcivescovo cattolico italiano (Sorano, n. 1943)
- Angelo Cybo, cardinale italiano (Genova - † 1404)
- Angelo De Donatis, cardinale e arcivescovo cattolico italiano (Casarano, n. 1954)
- Angelo Dell'Acqua, cardinale e arcivescovo cattolico italiano (Milano, n. 1903 - Lourdes, † 1972)
- Angelo Di Pietro, cardinale e arcivescovo cattolico italiano (Vivaro Romano, n. 1828 - Roma, † 1914)
- Angelo Maria Dolci, cardinale e arcivescovo cattolico italiano (Civitella d'Agliano, n. 1867 - Civitella d'Agliano, † 1939)
- Angelo Maria Durini, cardinale italiano (Milano, n. 1725 - Ossuccio, † 1796)
- Angelo Felici, cardinale e arcivescovo cattolico italiano (Segni, n. 1919 - Roma, † 2007)
- Angelo Giori, cardinale italiano (Capodacqua di Pieve Torina, n. 1586 - Roma, † 1662)
- Angelo Maria Jacobini, cardinale italiano (Genzano di Roma, n. 1825 - Roma, † 1886)
- Angelo Mai, cardinale, teologo e filologo classico italiano (Schilpario, n. 1782 - Castel Gandolfo, † 1854)
- Agnolo Niccolini, cardinale e arcivescovo cattolico italiano (Firenze, n. 1505 - Siena, † 1567)
- Angelo Quaglia, cardinale italiano (Corneto, n. 1802 - Roma, † 1872)
- Angelo Maria Querini, cardinale, arcivescovo cattolico e letterato italiano (Venezia, n. 1680 - Brescia, † 1755)
- Angelo Maria Ranuzzi, cardinale e arcivescovo cattolico italiano (Bologna, n. 1626 - Fano, † 1689)
- Angelo Scola, cardinale, arcivescovo cattolico e teologo italiano (Malgrate, n. 1941)
- Angelo Sodano, cardinale e arcivescovo cattolico italiano (Isola d'Asti, n. 1927 - Roma, † 2022)
- Angelo d'Anna de Sommariva, cardinale italiano (Lodi - Roma, † 1428)

## Ceramisti(2)
- Angelo Micheletti, ceramista e museologo italiano (Perugia, n. 1853 - Deruta, † 1901)
- Angelo Minghetti, ceramista italiano (n. 1822 - † 1885)

## Cestisti(11)
- Angelo Caloiaro, cestista statunitense (Saratoga, n. 1989)
- Angelo Chol, cestista sudsudanese (Khartum, n. 1993)
- Angelo Del Chiaro, cestista italiano (Pietrasanta, n. 2001)
- Angelo Destasio, ex cestista italiano (Catania, n. 1962)
- Angelo Gigli, ex cestista italiano (Pietermaritzburg, n. 1983)
- Angelo Gilardi, ex cestista italiano (Olginate, n. 1966)
- Hank Luisetti, cestista e allenatore di pallacanestro statunitense (San Francisco, n. 1916 - San Mateo, † 2002)
- Angelo Musi, cestista statunitense (Filadelfia, n. 1918 - Bryn Mawr, † 2009)
- Angelo Rovati, cestista, dirigente sportivo e politico italiano (Monza, n. 1945 - Milano, † 2013)
- Angelo Tsagarakis, ex cestista francese (Mantes-la-Jolie, n. 1984)
- Angelo Warner, cestista statunitense (Orlando, n. 1992)

## Chimici(4)
- Angelo Angeli, chimico italiano (Tarcento, n. 1864 - Firenze, † 1931)
- Angelo Mangini, chimico italiano (Mola di Bari, n. 1905 - Bologna, † 1988)
- Angelo Mariani, chimico francese (Pero-Casevecchie, n. 1838 - Saint-Raphaël-Valescure, † 1914)
- Angelo Menozzi, chimico e politico italiano (Fogliano, n. 1854 - Milano, † 1947)

## Chirurghi(2)
- Angelo Nannoni, chirurgo italiano (Incisa in Val d'Arno, n. 1715 - Firenze, † 1790)
- Angelo Pierangeli, chirurgo italiano (Pescara, n. 1932 - Bologna, † 2010)

## Chitarristi(2)
- Angelo Debarre, chitarrista francese (Saint-Denis, n. 1962)
- Angelo Gilardino, chitarrista, musicologo e compositore italiano (Vercelli, n. 1941 - Vercelli, † 2022)

## Ciclisti su strada(16)
- Angelo Brignole, ciclista su strada italiano (Borzonasca, n. 1924 - Sestri Levante, † 2006)
- Angelo Canzonieri, ex ciclista su strada italiano (Ragusa, n. 1964)
- Angelo Coletto, ciclista su strada italiano (Ponte di Piave, n. 1935 - Treviso, † 2006)
- Angelo Conterno, ciclista su strada italiano (Torino, n. 1925 - Torino, † 2007)
- Fausto Coppi, ciclista su strada e pistard italiano (Castellania, n. 1919 - Tortona, † 1960)
- Angelo Damiano, ex ciclista su strada e pistard italiano (Barra, n. 1938)
- Angelo Furlan, ex ciclista su strada italiano (Arzignano, n. 1977)
- Angelo Gardellin, ciclista su strada, pistard e scrittore italiano (Padova, n. 1884 - Padova, † 1963)
- Angelo Gremo, ciclista su strada italiano (Torino, n. 1887 - Torino, † 1940)
- Angelo Lecchi, ex ciclista su strada italiano (Verdello, n. 1966)
- Angelo Lopeboselli, ex ciclista su strada italiano (Gavardo, n. 1977)
- Angelo Menon, ciclista su strada italiano (Santa Lucia di Verona, n. 1919 - Montpellier, † 2013)
- Angelo Miserocchi, ciclista su strada italiano (Santerno, n. 1933 - Santerno, † 2021)
- Angelo Pagani, ex ciclista su strada italiano (Mariano Comense, n. 1988)
- Angelo Tosi, ex ciclista su strada e ciclocrossista italiano (Casalpusterlengo, n. 1964)
- Angelo Varetto, ciclista su strada italiano (Torino, n. 1910 - Milano, † 2001)

## Comici(2)
- Angelo Duro, comico, personaggio televisivo e attore italiano (Palermo, n. 1982)
- Angelo Pintus, comico e attore italiano (Trieste, n. 1975)

## Compositori(19)
- Angelo Badalamenti, compositore, pianista e arrangiatore statunitense (New York, n. 1937 - Lincoln Park, † 2022)
- Angelo Berardi, compositore italiano (Sant'Agata Feltria - Roma, † 1694)
- Angelo Brigada, compositore, paroliere e direttore d'orchestra italiano (Mortara, n. 1912 - Fiumicino, † 1999)
- Angelo Camis, compositore, paroliere e produttore discografico italiano (Verona, n. 1932)
- Angelo Frondoni, compositore italiano (Pieve Ottoville di Zibello, n. 1809 - Lisbona, † 1891)
- Angelo Ignannino, compositore italiano (Altamura, n. 1475 - Venezia, † 1543)
- Angelo Lamanna, compositore, trombonista e direttore di banda italiano (Gioia del Colle, n. 1923 - Bari, † 2004)
- Angelo Francesco Lavagnino, compositore italiano (Genova, n. 1909 - Gavi, † 1987)
- Angelo Mazzola, compositore e chitarrista italiano (Bergamo, n. 1887 - Bergamo, † 1974)
- Angelo Notari, compositore italiano (Padova, n. 1566 - Londra, † 1663)
- Angelo Ortolani, compositore italiano (Siena, n. 1788 - Siena, † 1874)
- Angelo Paccagnini, compositore italiano (Castano Primo, n. 1930 - Milano, † 1999)
- Angelo Panzini, compositore e flautista italiano (Lodi, n. 1820 - Milano, † 1886)
- Angelo Ragazzi, compositore e violinista italiano (Napoli, n. 1680 - Vienna, † 1750)
- Angelo Rossi, compositore, arrangiatore e partigiano italiano (Cava Manara, n. 1924 - Pavia, † 2012)
- Angelo Talocci, compositore italiano (Roma, n. 1958 - Roma, † 2018)
- Angelo Tarchi, compositore italiano (Napoli - Parigi, † 1814)
- Angelo Valori, compositore, direttore d'orchestra e musicista italiano (Ascoli Piceno, n. 1960)
- Angelo Villanis, compositore italiano (Torino, n. 1821 - Asti, † 1865)

## Condottieri(3)
- Angelo Maria Della Pergola, condottiero italiano (Pesaro - Bergamo, † 1427)
- Angelo Roncone, condottiero italiano
- Angelo Sanudo, condottiero latino († 1262)

## Conduttori radiofonici(3)
- Angelo Baiguini, conduttore radiofonico e conduttore televisivo italiano (Costa Volpino, n. 1964)
- Angelo De Robertis, conduttore radiofonico e direttore artistico italiano (Milano, n. 1961)
- Angelo Frigerio, conduttore radiofonico, insegnante e attore svizzero (Rovio, n. 1920 - Lugano, † 2015)

## Conduttori televisivi(1)
- Angelo Lombardi, conduttore televisivo italiano (Genova, n. 1910 - Roma, † 1996)

## Controtenori(1)
- Angelo Manzotti, controtenore e sopranista italiano (Marmirolo, n. 1971)

## Criminali(3)
- Angelo Angelotti, criminale italiano (Roma, n. 1956 - Roma, † 2012)
- Angelo Izzo, criminale italiano (Roma, n. 1955)
- Angelo Mortera, criminale italiano (Livorno, n. 1826)

## Critici cinematografici(1)
- Angelo Arpa, critico cinematografico, scrittore e gesuita italiano (Brusaporco, n. 1909 - Roma, † 2003)

## Critici d'arte(2)
- Angelo Capasso, critico d'arte e saggista italiano (Roma, n. 1966)
- Angelo Trimarco, critico d'arte, giornalista e filosofo italiano (Catanzaro, n. 1941 - Salerno, † 2024)

## Critici letterari(3)
- Angelo Guglielmi, critico letterario, saggista e giornalista italiano (Arona, n. 1929 - Roma, † 2022)
- Angelo Marchese, critico letterario, semiologo e insegnante italiano (Genova, n. 1937 - Firenze, † 2000)
- Angelo Solerti, critico letterario italiano (Savona, n. 1865 - Massa, † 1907)

## Critici musicali(1)
- Angelo Foletto, critico musicale, musicologo e archivista italiano (Pieve di Ledro, n. 1949)

## Culturisti(1)
- Charles Atlas, culturista italiano (Acri, n. 1892 - Long Beach, † 1972)

## Cuochi(2)
- Angelo Motta, pasticciere e imprenditore italiano (Gessate, n. 1890 - Milano, † 1957)
- Angelo Paracucchi, cuoco italiano (Cannara, n. 1929 - Foligno, † 2004)

## Dermatologi(1)
- Angelo Dubini, dermatologo italiano (Milano, n. 1813 - Arese, † 1902)

## Direttori d'orchestra(2)
- Angelo Guaragna, direttore d'orchestra italiano (Verbicaro)
- Angelo Mariani, direttore d'orchestra italiano (Ravenna, n. 1821 - Genova, † 1873)

## Dirigenti d'azienda(4)
- Andrea Matarazzo, dirigente d'azienda e politico italiano (Castellabate, n. 1865 - Torino, † 1953)
- Angelo Maria Petroni, manager e saggista italiano (Montefalco, n. 1956)
- Angelo Saraceno, dirigente d'azienda e banchiere italiano (Morbegno, n. 1908 - Milano, † 1995)
- Angelo Teodoli, dirigente d'azienda italiano (Roma, n. 1956)

## Dirigenti pubblici(1)
- Angelo Balducci, dirigente pubblico italiano (San Giorgio di Pesaro, n. 1948)

## Dirigenti sportivi(10)
- Angelo Antonazzo, dirigente sportivo e ex calciatore italiano (Taranto, n. 1981)
- Angelo Binaghi, dirigente sportivo e ex tennista italiano (Cagliari, n. 1960)
- Angelo Citracca, dirigente sportivo e ex ciclista su strada italiano (Roma, n. 1969)
- Angelo Mariano Fabiani, dirigente sportivo italiano (Cerveteri, n. 1961)
- Angelo Massola, dirigente sportivo e allenatore di calcio italiano (Parabiago, n. 1944)
- Angelo Montrone, dirigente sportivo, allenatore di calcio e ex calciatore italiano (Bari, n. 1967)
- Angelo Trevisan, dirigente sportivo, allenatore di calcio e ex calciatore italiano (Prata di Pordenone, n. 1958)
- Emilio Valvassori, dirigente sportivo e arbitro di calcio italiano (Mulazzano, n. 1877 - Torino, † 1959)
- Angelo Vasta, dirigente sportivo italiano (Catania, n. 1901 - Catania, † 1962)
- Angelo Vier, dirigente sportivo, procuratore sportivo e ex calciatore tedesco (Berlino Est, n. 1972)

## Disegnatori(1)
- Angelo Volpini, disegnatore e incisore italiano

## Doppiatori(1)
- Angelo Nicotra, doppiatore, attore e direttore del doppiaggio italiano (Roma, n. 1948 - Roma, † 2024)

## Drammaturghi(2)
- Angelo Nizza, drammaturgo, sceneggiatore e giornalista italiano (Torino, n. 1905 - Torino, † 1961)
- Ruzante, drammaturgo, attore teatrale e scrittore italiano (Padova - Padova, † 1542)

## Ebanisti(1)
- Angelo Gagliano da Mazzarino, ebanista e religioso italiano (Mazzarino, n. 1743 - Mazzarino, † 1809)

## Ebraisti(1)
- Angelo Paggi, ebraista italiano (Siena, n. 1789 - Firenze, † 1867)

## Economisti(8)
- Angelo Caloia, economista, banchiere e politico italiano (Castano Primo, n. 1939)
- Angelo Fraccacreta, economista italiano (San Severo, n. 1882 - Napoli, † 1951)
- Angelo Marescotti, economista e politico italiano (Lugo, n. 1815 - Bologna, † 1892)
- Angelo Messedaglia, economista, statistico e politico italiano (Villafranca di Verona, n. 1820 - Roma, † 1901)
- Angelo Miglietta, economista italiano (Casale Monferrato, n. 1961)
- Angelo Pietra, economista italiano (Moneglia - Montecassino, † 1590)
- Angelo Provasoli, economista e dirigente d'azienda italiano (Milano, n. 1942)
- Angelo Riccaboni, economista italiano (La Spezia, n. 1959)

## Editori(3)
- Angelo Fortunato Formiggini, editore e scrittore italiano (Modena, n. 1878 - Modena, † 1938)
- Angelo Rizzoli, editore, imprenditore e produttore cinematografico italiano (Como, n. 1943 - Roma, † 2013)
- Angelo Sommaruga, editore, scrittore e gallerista italiano (Milano, n. 1857 - Milano, † 1941)

## Etnologi(1)
- Angelo De Gubernatis, etnologo, linguista e orientalista italiano (Torino, n. 1840 - Roma, † 1913)

## Fantini(6)
- Angelo Giusti, fantino italiano (Rapolano Terme - Siena, † 1799)
- Angelo Meloni, fantino italiano (Canepina, n. 1880 - Roma, † 1945)
- Angelo Montechiari, fantino italiano (Manciano, n. 1875 - Siena, † 1909)
- Angelo Romualdi, fantino italiano (Colle di Val d'Elsa, n. 1837)
- Angelo Serio, fantino italiano (Roma, n. 1891 - Viterbo, † 1947)
- Angelo Volpi, fantino italiano (Lucignano d'Arbia, n. 1876 - Monteroni d'Arbia, † 1931)

## Filologi(3)
- Angelo Cerutti, filologo e grammatico italiano (Pavia, n. 1797 - Milano, † 1860)
- Angelo Monteverdi, filologo italiano (Cremona, n. 1886 - Lavinio, † 1967)
- Angelo Raffaele Sodano, filologo classico italiano (Mariglianella, n. 1924 - Mariglianella, † 1999)

## Filosofi(4)
- Angelo Bolaffi, filosofo e politologo italiano (Roma, n. 1946)
- Angelo Ermanno Cammarata, filosofo e giurista italiano (Catania, n. 1899 - Roma, † 1971)
- Angelo Crespi, filosofo e giornalista italiano (Milano, n. 1877 - Londra, † 1949)
- Angelo Santilli, filosofo, giornalista e poeta italiano (Sant'Elia Fiumerapido, n. 1822 - Napoli, † 1848)

## Fisici(6)
- Angelo Baracca, fisico e attivista italiano (Lugo, n. 1939 - Firenze, † 2023)
- Angelo Battelli, fisico e politico italiano (Macerata Feltria, n. 1862 - Pisa, † 1916)
- Angelo Bellani, fisico italiano (Monza, n. 1776 - Milano, † 1852)
- Angelo Drigo, fisico italiano (Padova, n. 1907 - Padova, † 1978)
- Angelo Sismonda, fisico e geologo italiano (Corneliano d'Alba, n. 1807 - Torino, † 1878)
- Angelo Vulpiani, fisico e saggista italiano (Borgorose, n. 1954)

## Flautisti(1)
- Angelo Persichilli, flautista italiano (Castellino del Biferno, n. 1939 - Roma, † 2017)

## Fondisti(1)
- Angelo Genuin, ex fondista italiano (Falcade, n. 1939)

## Fotografi(9)
- Angelo Cozzi, fotografo e fotoreporter italiano (Milano, n. 1934)
- Angelo Frontoni, fotografo italiano (Roma, n. 1929 - Roma, † 2002)
- Angelo Mezzanotte, fotografo italiano (Loreto, n. 1943 - Fabriano, † 2009)
- Angelo Novi, fotografo italiano (Lanzo d'Intelvi, n. 1930 - Lanzo d'Intelvi, † 1997)
- Angelo Pennoni, fotografo italiano (Gualdo Tadino, n. 1922 - Roma, † 1993)
- Angelo Pitrone, fotografo italiano (Agrigento, n. 1955)
- Angelo Rizzuto, fotografo statunitense (Deadwood, n. 1906 - New York, † 1967)
- Angelo Saponara, fotografo italiano (Lagosta, n. 1934 - Modugno, † 2010)
- Angelo Tondini, fotografo, scrittore e giornalista italiano (Arezzo, n. 1942)

## Francescani(2)
- Angelo Carletti, francescano, letterato e umanista italiano (Chivasso, n. 1410 - Cuneo, † 1495)
- Angelo Tancredi, francescano italiano (Rieti - † 1258)

## Fumettisti(10)
- Angelo Agostini, fumettista, illustratore e giornalista italiano (Vercelli, n. 1843 - Rio de Janeiro, † 1910)
- Angelo Bioletto, fumettista italiano (Torino, n. 1906 - Milano, † 1986)
- Carlo Chendi, fumettista italiano (Ostellato, n. 1933 - Rapallo, † 2021)
- Angelo Di Marco, fumettista e vignettista francese (Parigi, n. 1927 - Puteaux, † 2016)
- Angelo Platania, fumettista italiano (n. 1919 - Parma, † 1989)
- Angelo Raimondi, fumettista italiano
- Angelo Maria Ricci, fumettista e illustratore italiano (Rieti, n. 1946 - † 2025)
- Angelo Scariolo, fumettista italiano (Siracusa, n. 1945)
- Angelo Stano, fumettista e illustratore italiano (Santeramo in Colle, n. 1953)
- Angelo Todaro, fumettista e saggista italiano (Fragagnano, n. 1945 - Martina Franca, † 2025)

## Funzionari(2)
- Angelo Borrelli, funzionario italiano (Santi Cosma e Damiano, n. 1964)
- Angelo Chiarini, funzionario e politico italiano (Perugia, n. 1872 - Roma, † 1943)

## Generali(12)
- Angelo Bastiani, generale italiano (Licciana Nardi, n. 1913 - Roma, † 1996)
- Angelo Bongiovanni di Castelborgo, generale italiano (Torino, n. 1802 - † 1862)
- Francesco Carenzi, generale italiano (Novi, n. 1837 - Roma, † 1897)
- Angelo Cerica, generale e politico italiano (Alatri, n. 1885 - Roma, † 1961)
- Angelo Chizzoni, generale italiano (Trapani, n. 1931 - Trapani, † 2016)
- Angelo Galateri di Genola, generale italiano (Torino, n. 1912 - Torino, † 1998)
- Angelo Gatti, generale, saggista e romanziere italiano (Capua, n. 1875 - Milano, † 1948)
- Angelo Piola Caselli, generale italiano (Alessandria, n. 1819 - Torino, † 1873)
- Angelo Policardi, generale italiano (Ceneda, n. 1888 - Signo, † 1943)
- Angelo Rodinò, generale italiano (Cairo Montenotte, n. 1863 - Genova, † 1961)
- Angelo Tondi, generale e aviatore italiano (Mede, n. 1901 - Roma, † 1994)
- Angelo d'Ambrosio, generale italiano (Reggio Calabria, n. 1774 - Napoli, † 1822)

## Genetisti(1)
- Angelo Bianchi, genetista italiano (Mezzanino, n. 1926 - Roma, † 2020)

## Geologi(2)
- Angelo Bianchi, geologo e mineralogista italiano (Casalpusterlengo, n. 1892 - Padova, † 1970)
- Angelo Peccerillo, geologo italiano

## Gesuiti(6)
- Angelo Brucculeri, gesuita, giornalista e sociologo italiano (Canicattì, n. 1879 - Roma, † 1969)
- Angelo Cesaris, gesuita e astronomo italiano (Casalpusterlengo, n. 1749 - Milano, † 1832)
- Angelo De Santi, gesuita e musicologo italiano (Trieste, n. 1847 - Roma, † 1922)
- Angelo Italia, gesuita, urbanista e architetto italiano (Licata, n. 1628 - Palermo, † 1700)
- Angelo Secchi, gesuita, astronomo e geodeta italiano (Reggio Emilia, n. 1818 - Roma, † 1878)
- Angelo Zottoli, gesuita, missionario e latinista italiano (Acerno, n. 1826 - Xujiahui, † 1902)

## Ginnasti(2)
- Angelo Vicardi, ginnasta italiano (Melegnano, n. 1936 - Melegnano, † 2006)
- Angelo Zorzi, ginnasta italiano (Milano, n. 1890 - Milano, † 1974)

## Giocatori di baseball(1)
- Nino Bongiovanni, giocatore di baseball e cestista italiano (Firenze, n. 1930)

## Giocatori di beach soccer(1)
- Angelo Schirinzi, giocatore di beach soccer e allenatore di calcio svizzero (Basilea, n. 1972)

## Giocatori di biliardo(1)
- Angelo Bellocchio, giocatore di biliardo italiano (Locorotondo, n. 1957)

## Giocatori di calcio a 5(1)
- Angelo Schininà, giocatore di calcio a 5 italiano (Roma, n. 1991)

## Giocatori di football americano(6)
- Angelo Bertelli, giocatore di football americano statunitense (West Springfield, n. 1921 - Clifton, † 1999)
- Angelo Blackson, giocatore di football americano statunitense (n. 1992)
- Angelo Mosca, giocatore di football americano e wrestler statunitense (Waltham, n. 1937 - Hamilton, † 2021)
- Angelo Porazzi, ex giocatore di football americano e autore di giochi italiano (Ozzero, n. 1964)
- Angelo Valentino, giocatore di football americano svizzero
- Angelo de Feo, giocatore di football americano svizzero

## Giornalisti(20)
- Angelo Agostini, giornalista e saggista italiano (Trento, n. 1959 - Feltre, † 2014)
- Angelo Caroli, giornalista, scrittore e calciatore italiano (L'Aquila, n. 1937 - Torino, † 2020)
- Angelo Lorenzo Crespi, giornalista, critico d'arte e saggista italiano (Busto Arsizio, n. 1968)
- Angelo Demurtas, giornalista italiano (Gonnesa, n. 1927 - Sassari, † 2014)
- Angelo Frattini, giornalista, scrittore e pittore italiano (Milano, n. 1896 - Milano, † 1967)
- Angelo Fusco, giornalista, scrittore e regista italiano (Trieste, n. 1926 - Napoli, † 1985)
- Angelo Magliano, giornalista e scrittore italiano (Porto Maurizio, n. 1919 - Roma, † 1981)
- Angelo Mainardi, giornalista, scrittore e critico letterario italiano (Roma, n. 1932)
- Angelo Mangiante, giornalista, telecronista sportivo e ex tennista italiano (Roma, n. 1965)
- Angelo Manna, giornalista, politico e storico italiano (Acerra, n. 1935 - Pozzuoli, † 2001)
- Angelo Mastrandrea, giornalista e scrittore italiano (Sala Consilina, n. 1971)
- Angelo Narducci, giornalista e politico italiano (L'Aquila, n. 1930 - Milano, † 1984)
- Nino Oxilia, giornalista, scrittore e poeta italiano (Torino, n. 1889 - Monte Tomba, † 1917)
- Angelo Paoluzi, giornalista italiano (Roma, n. 1928 - Roma, † 2019)
- Angelo Maria Perrino, giornalista e opinionista italiano (Ceglie Messapica, n. 1954)
- Angelo Rozzoni, giornalista italiano (n. 1911 - † 1985)
- Angelo Sala, giornalista e scrittore italiano (n. 1952 - † 2013)
- Angelo Tuttoilmondo, giornalista e politico italiano (Alessandria d'Egitto, n. 1895)
- Angelo Vivante, giornalista italiano (Trieste, n. 1869 - Trieste, † 1915)
- Angelo Zomegnan, giornalista, blogger e dirigente sportivo italiano (Desio, n. 1955)

## Giuristi(12)
- Angelo Anelli, giurista, librettista e scrittore italiano (Desenzano del Garda, n. 1761 - Pavia, † 1820)
- Angelo da Castro, giurista italiano (n. 1404 - Padova, † 1485)
- Angelo Davì, giurista italiano (Messina, n. 1949)
- Angelo De Marco, giurista, magistrato e costituzionalista italiano (Petilia Policastro, n. 1902 - Roma, † 1977)
- Angelo Falzea, giurista e filosofo italiano (Messina, n. 1914 - Messina, † 2016)
- Angelo Gambiglioni, giurista italiano (Arezzo - Ferrara, † 1461)
- Angelo Majorana Calatabiano, giurista e politico italiano (Catania, n. 1865 - Catania, † 1910)
- Angelo de' Perigli, giurista italiano (Perugia - † 1447)
- Angelo Piero Sereni, giurista italiano (Roma, n. 1908 - Roma, † 1967)
- Angelo Sraffa, giurista e economista italiano (Pisa, n. 1865 - Rapallo, † 1937)
- Angelo Sullam, giurista e attivista italiano (Venezia, n. 1881 - Venezia, † 1971)
- Angelo Verga, giurista italiano (Milano, n. 1901)

## Hockeisti su ghiaccio(1)
- Angelo Miceli, hockeista su ghiaccio canadese (Montréal, n. 1994)

## Hockeisti su pista(2)
- Angelo Beltempo, hockeista su pista e allenatore di hockey su pista italiano (Giovinazzo, n. 1957 - † 2017)
- Angelo Grassi, hockeista su pista e allenatore di hockey su pista italiano (Novara, n. 1909 - Reggio Calabria, † 1993)

## Igienisti(1)
- Angelo Celli, igienista e politico italiano (Cagli, n. 1857 - Monza, † 1914)

## Imprenditori(18)
- Angelo Bruscino, imprenditore e saggista italiano (Avellino, n. 1980)
- Angelo Carminati, imprenditore, diplomatico e politico italiano (Brignano Gera d'Adda, n. 1856 - Milano, † 1934)
- Angelo Costa, imprenditore italiano (Genova, n. 1901 - Genova, † 1976)
- Angelo Dalle Molle, imprenditore italiano (Mestre, n. 1908 - † 2001)
- Angelo Delfino, imprenditore italiano (Ofena, n. 1884 - Pescara, † 1959)
- Angelo Deodati, imprenditore e dirigente sportivo italiano (Pisoniano, n. 1935 - Roma, † 2022)
- Angelo Gabrielli, imprenditore e dirigente sportivo italiano (Covolo di Pederobba, n. 1926 - Cittadella, † 2009)
- Angelo Gaslini, imprenditore italiano (Milano, n. 1841 - Sesto San Giovanni, † 1925)
- Angelo Manzocchi, imprenditore, partigiano e politico italiano (Morbegno, n. 1875 - Milano, † 1951)
- Angelo Massimino, imprenditore e dirigente sportivo italiano (Catania, n. 1927 - Scillato, † 1996)
- Angelo Miceli, imprenditore e dirigente sportivo italiano (Palermo, n. 1910 - Grottaferrata, † 1974)
- Angelo Molinari, imprenditore italiano (Roma, n. 1893 - Civitavecchia, † 1975)
- Angelo Moratti, imprenditore e dirigente d'azienda italiano (Milano, n. 1963)
- Angelo Orsoni, imprenditore italiano (Murano, † 1921)
- Angelo Passerini, imprenditore e politico italiano (Brescia, n. 1853 - Brescia, † 1940)
- Angelo Poretti, imprenditore italiano (Vedano Olona, n. 1829 - Varese, † 1901)
- Angelo Rizzoli, imprenditore, editore e produttore cinematografico italiano (Milano, n. 1889 - Milano, † 1970)
- Angelo Salmoiraghi, imprenditore, ottico e ingegnere italiano (Milano, n. 1848 - Milano, † 1939)

## Impresari teatrali(1)
- Angelo Grasso, impresario teatrale italiano (Catania, n. 1834 - Catania, † 1888)

## Incisori(2)
- Angelo Ardinghi, incisore italiano (Forte dei Marmi, n. 1850 - Lucca, † 1897)
- Angelo Feltrini, incisore e disegnatore italiano

## Informatici(1)
- Angelo Raffaele Meo, informatico italiano (Cuneo, n. 1935)

## Ingegneri(15)
- Angelo Banti, ingegnere italiano (Orbetello, n. 1859 - Firenze, † 1939)
- Angelo Barbagelata, ingegnere elettrotecnico italiano (Novi Ligure, n. 1875 - Milano, † 1960)
- Angelo Bertini, ingegnere italiano (Milano, n. 1858 - Roma, † 1915)
- Irenio Diotallevi, ingegnere, architetto e urbanista italiano (Voltri, n. 1909 - Milano, † 1954)
- Angelo Fuchs, ingegnere e architetto italiano (Conegliano, n. 1848 - Salò, † 1920)
- Angelo Invernizzi, ingegnere italiano (Marcellise, n. 1884 - Marcellise, † 1958)
- Angelo Lanzoni, ingegnere e imprenditore italiano (Pavia, n. 1851 - † 1919)
- Angelo Marcò, ingegnere italiano
- Angelo Massardo, ingegnere e avvocato italiano (Genova, n. 1872 - Genova, † 1947)
- Angelo Micheletti, ingegnere italiano (Brescia, n. 1939)
- Angelo Omodeo, ingegnere e funzionario italiano (Mortara, n. 1876 - Polpenazze del Garda, † 1941)
- Angelo Rovelli, ingegnere, imprenditore e bobbista italiano (Olgiate Olona, n. 1917 - Zurigo, † 1990)
- Angelo Santonè, ingegnere e architetto italiano (San Maurizio Canavese, n. 1852 - Torino, † 1908)
- Angelo Scribanti, ingegnere italiano (Cicagna, n. 1868 - Sestri Levante, † 1926)
- Angelo Vescovali, ingegnere italiano (Milano, n. 1826 - Roma, † 1895)

## Insegnanti(4)
- Angelo Marcello Cardani, docente italiano (Milano, n. 1949)
- Angelo De Rossi, insegnante e pedagogista italiano (Venezia, n. 1924 - † 1998)
- Angelo Piccioli, insegnante e scrittore italiano (n. 1886 - † 1945)
- Angelo Donato Tirabassi, docente e politico italiano (Cocullo, n. 1907 - Avezzano, † 1965)

## Inventori(1)
- Angelo Moriondo, inventore e imprenditore italiano (Torino, n. 1851 - Marentino, † 1914)

## Judoka(2)
- Angelo Pantano, judoka italiano (Messina, n. 1997)
- Angelo Parisi, ex judoka italiano (Arpino, n. 1953)

## Karateka(1)
- Angelo Crescenzo, karateka italiano (Sarno, n. 1993)

## Latinisti(1)
- Alfredo Bartoli, latinista e traduttore italiano (Le Piastre, n. 1872 - Firenze, † 1954)

## Letterati(2)
- Angelo Maria d'Elci, letterato italiano (Firenze, n. 1751 - Vienna, † 1824)
- Angelo Finardi, letterato e religioso italiano (Bergamo, n. 1636 - Bergamo, † 1706)

## Librettisti(1)
- Angelo Zanardini, librettista e compositore italiano (Venezia, n. 1820 - Milano, † 1893)

## Linguisti(1)
- Angelo Canini, linguista italiano (Anghiari, n. 1521 - Alvernia, † 1557)

## Lunghisti(1)
- Angelo Tonini, lunghista, altista e calciatore italiano (Vicenza, n. 1889 - Milano, † 1974)

## Mafiosi(12)
- Angelo Bruno, mafioso italiano (Villalba, n. 1910 - Filadelfia, † 1980)
- Angelo Cassani, mafioso italiano (Cerveteri, n. 1961)
- Angelo De Angelis, mafioso italiano (Roma, n. 1949 - Roma, † 1983)
- Angelo De Carlo, mafioso statunitense (Hoboken, n. 1902 - Mountainside, † 1973)
- Angelo Epaminonda, mafioso e collaboratore di giustizia italiano (Catania, n. 1945 - Roma, † 2016)
- Angelo Gagliano, mafioso italiano (Corleone, n. 1862 - Corleone, † 1930)
- Angelo La Barbera, mafioso italiano (Palermo, n. 1924 - Perugia, † 1975)
- Angelo La Mantia, mafioso italiano (Termini Imerese, n. 1904 - Milwaukee, † 1978)
- Angelo Mercurio, mafioso e collaboratore di giustizia statunitense (Boston, n. 1936 - Little Rock, † 2006)
- Angelo Nuvoletta, mafioso italiano (Marano di Napoli, n. 1942 - Parma, † 2013)
- Angelo Ruggiero, mafioso statunitense (New York, n. 1940 - New York, † 1989)
- Angelo Siino, mafioso e collaboratore di giustizia italiano (San Giuseppe Jato, n. 1944 - † 2021)

## Magistrati(6)
- Angelo Buscema, magistrato italiano (Roma, n. 1952)
- Angelo Culotta, magistrato e saggista italiano (Cefalù, n. 1939 - Milano, † 2000)
- Angelo Gargani, magistrato e dirigente pubblico italiano (Morra De Sanctis, n. 1939)
- Angelo Giorgianni, ex magistrato e politico italiano (Polistena, n. 1954)
- Angelo Persico, magistrato e politico italiano (Torino, n. 1853 - Roma, † 1924)
- Angelo Spera, magistrato, avvocato e politico italiano (Tito, n. 1819 - Roma, † 1902)

## Maratoneti(1)
- Angelo Malvicini, maratoneta italiano (Castelleone, n. 1895 - † 1949)

## Matematici(8)
- Angelo Marcello Anile, matematico e fisico italiano (Santa Maria di Licodia, n. 1948 - Catania, † 2007)
- Angelo Armenante, matematico italiano (Potenza, n. 1844 - Roma, † 1878)
- Angelo Felice Capelli, matematico e astronomo italiano (Parma, n. 1681 - Ceneda, † 1749)
- Angelo Dalla Decima, matematico italiano (Argostoli, n. 1752 - Padova, † 1825)
- Angelo Genocchi, matematico italiano (Piacenza, n. 1817 - Torino, † 1889)
- Angelo Marchetti, matematico e cosmografo italiano (n. 1674 - † 1753)
- Angelo Tonolo, matematico italiano (Casale sul Sile, n. 1885 - Padova, † 1962)
- Angelo Zendrini, matematico italiano (Venezia, n. 1763 - Venezia, † 1849)

## Medici(14)
- Angelo Bolognini, medico italiano (Piove di Sacco)
- Angelo Braga, medico italiano (Busseto, n. 1883 - Parma, † 1958)
- Angelo Vincenzo De Dominicis, medico italiano (Bari, n. 1875 - Milano, † 1936)
- Angelo De Palo, medico e dirigente sportivo italiano (Terlizzi, n. 1909 - Roma, † 1977)
- Angelo De Vincenti, medico italiano (Ligurno, n. 1848 - Pavia, † 1913)
- Angelo Filippetti, medico, politico e esperantista italiano (Arona, n. 1866 - Milano, † 1936)
- Angelo Antonio Frari, medico e epidemiologo italiano (Sebenico, n. 1780 - Venezia, † 1865)
- Angelo Grossi, medico, rivoluzionario e politico italiano (Senna Lodigiana, n. 1808 - Senna Lodigiana, † 1887)
- Angelo Legrenzi, medico e scrittore italiano (Monselice, n. 1643 - Lublino, † 1708)
- Angelo Mosso, medico, fisiologo e archeologo italiano (Torino, n. 1846 - Torino, † 1910)
- Angelo Pometta, medico e politico svizzero (Broglio, n. 1834 - Broglio, † 1876)
- Angelo Roth, medico e politico italiano (Alghero, n. 1855 - Sassari, † 1919)
- Angelo Sala, medico e chimico italiano (Vicenza, n. 1576 - Bützow, † 1637)
- Angelo Zito, medico e politico italiano (Bari, n. 1928 - Chieti, † 2008)

## Mercanti(1)
- Angelo Giovanni Lomellini, mercante, politico e ammiraglio italiano (Genova - Marsiglia, † 1457)

## Mezzofondisti(1)
- Angelo Davoli, mezzofondista e siepista italiano (Genova, n. 1896 - † 1978)

## Militari(35)
- Angelo Arbasi, militare italiano (San Fiorano, n. 1895 - Lodi, † 1963)
- Angelo Barzon, militare italiano (Padova, n. 1893 - Cheren, † 1941)
- Angelo Belloni, militare italiano (Pavia, n. 1882 - Genova, † 1957)
- Angelo Boetti, militare e aviatore italiano (Torino, n. 1912 - Villalba, † 1938)
- Angelo Bosi, militare italiano (Ravenna, n. 1862 - Monte Piana, † 1915)
- Angelo Bottino, militare italiano (Asti, n. 1834 - Bagolino, † 1866)
- Angelo Maria Cantoni, militare italiano (Mezzano Rondani, n. 1829 - Firenze, † 1867)
- Angelo Cattaneo, militare italiano (Codogno, n. 1965)
- Angelo Ceresetto, militare italiano (Genova, n. 1839 - Volturno, † 1860)
- Angelo Cosmano, militare italiano (Molochio, n. 1878 - Reggio Calabria, † 1940)
- Angelo De Sena, militare italiano (Nola, n. 1914 - Marche, † 1944)
- Angelo Di Carlo, militare e mafioso italiano (Corleone, n. 1891 - Turi, † 1967)
- Angelo Gabrieli, militare italiano (Rocca Pietore, n. 1914 - Selenyj Jar, † 1942)
- Angelo Giannelli, militare italiano (Chiavari, n. 1910 - Collubi, † 1936)
- Angelo Masina, militare e patriota italiano (Bologna, n. 1815 - Roma, † 1849)
- Angelo Mengaldo, militare, letterato e patriota italiano (Cimadolmo, n. 1787 - Torino, † 1869)
- Angelo Morsenti, militare italiano (Capergnanica, n. 1888 - Versic, † 1917)
- Angelo Paolucci, militare italiano (Roma, n. 1903 - Tobruk, † 1940)
- Angelo Pavone, militare italiano (Valguarnera Caropepe, n. 1916 - Tobruch, † 1941)
- Angelo Pichi, militare e patriota italiano (Ancona, n. 1796 - Ancona, † 1882)
- Angelo Pugnani, militare e politico italiano (Firenze, n. 1870 - Torino, † 1951)
- Angelo Ricapito, militare, aviatore e partigiano italiano (Giovinazzo, n. 1923 - San Polo di Arezzo, † 1944)
- Angelo Rosa Uliana, militare italiano
- Angelo Scandaliato, militare italiano (Sciacca, n. 1869 - Monte San Gabriele, † 1917)
- Angelo Scatolone, militare italiano (Campobasso, n. 1887 - Monfalcone, † 1916)
- Angelo Siffredi, militare italiano (Imperia, n. 1896 - Boscomalo del Carso, † 1917)
- Angelo Spagnulo, militare italiano (Grottaglie, n. 1980 - Monteiasi, † 2005)
- Angelo Tognali, militare italiano (Vione, n. 1897 - Monte Grappa, † 1918)
- Angelo Tua, militare e politico italiano (Cuneo, n. 1874 - Sanremo, † 1955)
- Angelo Vannini, militare italiano (Casole d'Elsa, n. 1893 - Plava, † 1915)
- Angelo Vidoletti, militare italiano (Varese, n. 1920 - Ivanovskoe, † 1941)
- Angelo Zaccaria, militare e aviatore italiano (Ravenna, n. 1917 - Pescincanna, † 1944)
- Angelo Giuseppe Zancanaro, militare e partigiano italiano (Arsiè, n. 1894 - Feltre, † 1944)
- Angelo Ziliotto, militare italiano (Fietta, n. 1914 - Crespano del Grappa, † 1969)
- Angelo della Pergola, militare italiano (Pergola - Bergamo, † 1428)

## Missionari(2)
- Angelo Confalonieri, missionario italiano (Riva del Garda, n. 1813 - Penisola di Cobourg, † 1848)
- Angelo Petricca, missionario e scrittore italiano (Sonnino, n. 1601 - Roma, † 1673)

## Monaci cristiani(1)
- Angelo da Gualdo Tadino, monaco cristiano italiano (Casale di Gualdo Tadino, n. 1270 - Gualdo Tadino, † 1324)

## Musicisti(3)
- Elio Schiavoni, musicista, direttore d'orchestra e produttore teatrale italiano (Venezia, n. 1922 - Milano, † 2010)
- Angelo Girardi, musicista, bassista e chitarrista italiano (Pressana, n. 1949)
- Angelo Musco, musicista e compositore italiano (Catania, n. 1925 - Palermo, † 1969)

## Naturalisti(2)
- Angelo De Carlini, naturalista italiano (Pavia, n. 1862 - Pavia, † 1911)
- Angelo De Marchi, naturalista italiano (Parma, n. 1940 - Colombo, † 2009)

## Navigatori(1)
- Angelo Olivieri, marinaio italiano (Genova, n. 1878 - La Spezia, † 1918)

## Nobili(2)
- Angelo Gabriel, nobile, politico e umanista italiano (Venezia, n. 1470 - Venezia, † 1533)
- Angelo Tartaglia, nobile e condottiero italiano (Lavello, n. 1370 - Aversa, † 1421)

## Notai(1)
- Angelo Cemmi, notaio e politico italiano (Darfo Boario Terme, n. 1908 - Darfo Boario Terme, † 1980)

## Nuotatori(1)
- Angelo Romani, nuotatore italiano (Pesaro, n. 1934 - Milano, † 2003)

## Operai(3)
- Angelo Bevilacqua, operaio e partigiano italiano (Albisola Superiore, n. 1895 - Monte Camulera, † 1944)
- Angelo Cucchi, operaio, sindacalista e politico italiano (Milano, n. 1920 - Milano, † 1990)
- Angelo Gotti, operaio e partigiano italiano (Villa d'Almè, n. 1921 - Cascina Como in Valle Imagna, † 1944)

## Orafi(1)
- Angelo Scarabello, orafo e scultore italiano (Este, n. 1712 - Padova, † 1795)

## Organari(1)
- Angelo Dessiglioli, organaro italiano (San Bartolomeo del Cervo, n. 1817 - Savona, † 1894)

## Ostacolisti(2)
- Angelo Taylor, ostacolista e velocista statunitense (Albany, n. 1978)
- Angelo Vigani, ostacolista, siepista e dirigente sportivo italiano

## Paleografi(1)
- Angelo Antonio Scotti, paleografo, bibliotecario e arcivescovo cattolico italiano (Procida, n. 1786 - Napoli, † 1845)

## Pallamanisti(1)
- Angelo Di Vincenzo, ex pallamanista italiano (Palermo, n. 1974)

## Pallanuotisti(2)
- Angelo Maraschi, ex pallanuotista e dirigente sportivo italiano (Casale Monferrato, n. 1937)
- Angelo Temellini, ex pallanuotista e allenatore di pallanuoto italiano (Recco, n. 1974)

## Pallavolisti(1)
- Angelo Armeti, ex pallavolista italiano (Calcinate, n. 1978)

## Partigiani(5)
- Angelo Artico, partigiano italiano (Motta di Livenza, n. 1922 - Motta di Livenza, † 1944)
- Angelo Costanzi, partigiano italiano (Orvieto, n. 1908 - Ebensee, † 1944)
- Angelo Rossi, partigiano e attivista italiano (Grosseto, n. 1915 - Grosseto, † 1987)
- Angelo Scala, partigiano italiano (Genova Rivarolo, n. 1908 - Genova, † 1974)
- Angelo Luciano Tondelli, partigiano italiano (Collagna, n. 1924 - Ciano d'Enza, † 1944)

## Patologi(1)
- Angelo Maffucci, patologo italiano (Calitri, n. 1847 - Pisa, † 1903)

## Patriarchi cattolici(2)
- Angelo Barozzi, patriarca cattolico italiano (Bologna, † 1238)
- Angelo Ramazzotti, patriarca cattolico italiano (Milano, n. 1800 - Crespano del Grappa, † 1861)

## Patrioti(12)
- Angelo Baldassarri, patriota e militare italiano (Sale Marasino, n. 1832 - Brescia, † 1864)
- Angelo Bassini, patriota italiano (Pavia, n. 1815 - Pavia, † 1889)
- Angelo Brunetti, patriota italiano (Roma, n. 1800 - Ca' Tiepolo, † 1849)
- Angelo Collini, patriota e notaio italiano (Mantova, n. 1839 - Mantova, † 1921)
- Angelo Camillo De Meis, patriota, filosofo e politico italiano (Bucchianico, n. 1817 - Bologna, † 1891)
- Angelo Gatti Grami, patriota italiano (Gonzaga, n. 1805 - Torino, † 1863)
- Angelo Raffaele Lacerenza, patriota, medico e militare italiano (Barletta, n. 1811 - Napoli, † 1889)
- Angelo Lipari, patriota e prefetto italiano (Roma, n. 1825 - Teramo, † 1882)
- Angelo Muratori, patriota, politico e avvocato italiano (Palermo, n. 1843 - Roma, † 1918)
- Angelo Scarsellini, patriota italiano (Legnago, n. 1823 - Belfiore, † 1852)
- Angelo Stefani, patriota italiano (Magasa, n. 1803 - Magasa, † 1878)
- Angelo Targhini e Leonida Montanari, patriota italiano (Brescia, n. 1799 - Roma, † 1825)

## Pattinatori artistici a rotelle(1)
- Angelo de Benedictis, pattinatore artistico a rotelle italiano (Avezzano, n. 1993)

## Pattinatori artistici su ghiaccio(1)
- Angelo Dolfini, ex pattinatore artistico su ghiaccio italiano (Pavia, n. 1978)

## Pedagogisti(1)
- Angelo Patri, pedagogista, scrittore e educatore italiano (Piaggine, n. 1876 - Danbury, † 1965)

## Pesisti(1)
- Angelo Groppelli, ex pesista italiano (n. 1946)

## Pianisti(2)
- Angelo Arciglione, pianista italiano (Acri, n. 1982)
- Angelo Mascheroni, pianista, compositore e direttore d'orchestra italiano (Bergamo, n. 1855 - Bergamo, † 1905)

## Piloti automobilistici(1)
- Angelo Lancelotti, pilota automobilistico italiano (Gardone Val Trompia, n. 1977)

## Piloti motociclistici(2)
- Angelo Bergamonti, pilota motociclistico italiano (Gussola, n. 1939 - Riccione, † 1971)
- Angelo Tenconi, pilota motociclistico italiano (Uboldo, n. 1934)

## Pistard(2)
- Angelo De Martini, pistard e ciclista su strada italiano (Villafranca di Verona, n. 1897 - Verona, † 1979)
- Angelo Porciatti, pistard italiano (Reggello, n. 1872 - Grosseto, † 1914)

## Poeti(12)
- Angelo Barile, poeta italiano (Albissola Marina, n. 1888 - Albisola Capo, † 1967)
- Angelo Bellettato, poeta, traduttore e editore italiano (Rovigo, n. 1941 - Padova, † 2004)
- Angelo Bignotti, poeta italiano (Cremona, n. 1863 - † 1923)
- Angelo Brofferio, poeta, politico e drammaturgo italiano (Castelnuovo Calcea, n. 1802 - Minusio, † 1866)
- Angelo Canossi, poeta e viaggiatore italiano (Brescia, n. 1862 - Brescia, † 1943)
- Angelo Fiocchi, poeta e traduttore italiano (Lecco, n. 1935)
- Angelo Maria Labia, poeta italiano (Venezia, n. 1709 - Venezia, † 1775)
- Angelo Mazza, poeta e letterato italiano (Parma, n. 1741 - Parma, † 1817)
- Angelo Mundula, poeta italiano (Sassari, n. 1934 - Sassari, † 2015)
- Angelo Maria Ricci, poeta italiano (Mopolino, n. 1776 - Rieti, † 1850)
- Angelo Scandurra, poeta e scrittore italiano (Aci Sant'Antonio, n. 1948 - Valverde, † 2021)
- Angelo Tonelli, poeta, storico della filosofia e traduttore italiano (Lerici, n. 1954)

## Politologi(1)
- Angelo Panebianco, politologo e saggista italiano (Bologna, n. 1948)

## Poliziotti(8)
- Angelo Corbo, poliziotto italiano (Palermo, n. 1965)
- Angelo Jannone, carabiniere e dirigente d'azienda italiano (Andria, n. 1962)
- Angelo Joppi, carabiniere italiano (Viterbo, n. 1904 - Roma, † 1984)
- Angelo Mangano, poliziotto italiano (Giarre, n. 1920 - Roma, † 2005)
- Angelo Petracca, carabiniere italiano (Casarano, n. 1970 - Ceglie Messapica, † 1990)
- Angelo Vicari, poliziotto e prefetto italiano (Sant'Agata di Militello, n. 1908 - Roma, † 1991)
- Angelo Viel, carabiniere e patriota italiano (Belluno, n. 1909 - Bologna, † 1996)
- Angelo de Fiore, poliziotto italiano (Rota Greca, n. 1895 - Roma, † 1969)

## Presbiteri(19)
- Angelo d'Acri, presbitero italiano (Acri, n. 1669 - Acri, † 1739)
- Angelo da Furci, presbitero, religioso e beato italiano (Furci, n. 1246 - Napoli, † 1327)
- Angelo Berenzi, presbitero e scrittore italiano (Pontevico, n. 1853 - Pisogne, † 1925)
- Angelo Brugnoli, presbitero e sindacalista italiano (Vetrego, n. 1872 - Asolo, † 1970)
- Angelo Buccarello, presbitero e religioso italiano (Castrignano del Capo, n. 1942)
- Angelo Cocconcelli, presbitero e partigiano italiano (Cavriago, n. 1912 - San Pellegrino, † 1999)
- Angelo Maria Cortenovis, presbitero e archeologo italiano (Bergamo, n. 1727 - Udine, † 1801)
- Angelo Dalmistro, presbitero e letterato italiano (Murano, n. 1754 - Coste, † 1839)
- Padre Eligio, presbitero italiano (Bisentrate, n. 1931)
- Angelo Gottardi, presbitero e architetto italiano (Verona, n. 1826 - Verona, † 1911)
- Angelo Meli, presbitero, storico e scrittore italiano (Trescore Balneario, n. 1901 - Bergamo, † 1970)
- Angelo Melotto, presbitero e missionario italiano (Lonigo, n. 1828 - Khartum, † 1859)
- Valentino Ongaro, presbitero e compositore italiano (Gandino, n. 1912 - Pizzino, † 2002)
- Angelo Rescalli, presbitero e pittore italiano (Azzanello, n. 1884 - Susa, † 1956)
- Angelo Benedetto Rossi, presbitero e pittore italiano (Montoggio, n. 1694 - Pavia, † 1755)
- Angelo Tarticchio, presbitero italiano (Gallesano d'Istria, n. 1907 - Villa di Rovigno, † 1943)
- Angelo Vinco, presbitero, missionario e esploratore italiano (Cerro Veronese, n. 1819 - Libo, † 1853)
- Angelo Volontè, presbitero italiano (Rovello Porro, n. 1899 - Busto Arsizio, † 1975)
- Angelo Zammarchi, presbitero italiano (Castrezzato, n. 1871 - Brescia, † 1958)

## Procuratori sportivi(1)
- Angelo Rea, procuratore sportivo e ex calciatore italiano (Pomigliano d'Arco, n. 1982)

## Produttori cinematografici(3)
- Angelo Barbagallo, produttore cinematografico italiano (Roma, n. 1958)
- Angelo Curti, produttore cinematografico italiano (Napoli, n. 1959)
- Angelo Iacono, produttore cinematografico e regista italiano (Tunisi, n. 1936)

## Produttori discografici(2)
- Angelo Carrara, produttore discografico italiano (Milano, n. 1945 - Milano, † 2012)
- Angelo Di Mino, produttore discografico, compositore e violoncellista italiano (Palermo, n. 1987)

## Produttori teatrali(1)
- Angelo Tumminelli, produttore teatrale e imprenditore italiano (Milano, n. 1969)

## Psichiatri(2)
- Angelo Donelli, psichiatra e educatore italiano (Castelnovo di Sotto, n. 1922 - Milano, † 2011)
- Angelo Majorana, psichiatra e psicologo italiano (Catania, n. 1910 - Catania, † 2007)

## Pugili(3)
- Angelo Jacopucci, pugile italiano (Tarquinia, n. 1948 - Bologna, † 1978)
- Angelo Musone, ex pugile italiano (Marcianise, n. 1963)
- Angelo Rottoli, pugile italiano (Presezzo, n. 1958 - Ponte San Pietro, † 2020)

## Registi(6)
- Angelo D'Alessandro, regista, sceneggiatore e autore televisivo italiano (Putignano, n. 1926 - Roma, † 2011)
- Angelo Dorigo, regista, sceneggiatore e montatore italiano (Belluno, n. 1921)
- Angelo Longoni, regista, sceneggiatore e drammaturgo italiano (Milano, n. 1956 - Roma, † 2025)
- Angelo Pannacciò, regista, sceneggiatore e produttore cinematografico italiano (Foligno, n. 1923 - Viterbo, † 2001)
- Angelo Rizzo, regista, sceneggiatore e giornalista italiano (Grammichele, n. 1959 - Milano, † 2015)
- Angelo Serio, regista, sceneggiatore e attore italiano (Nocera Inferiore, n. 1971)

## Religiosi(19)
- Angelo da Gerusalemme, religioso (Gerusalemme, n. 1185 - Licata, † 1220)
- Angelo di Gesù Maria, religioso italiano (Milano, n. 1578 - Roma, † 1625)
- Angelo da Massaccio, religioso italiano (Massaccio - Santa Maria della Serra)
- Angelo di Acquapagana, religioso italiano (n. 1261 - Acquapagana, † 1313)
- Angelo da Tolentino, religioso italiano
- Angelo da Copertino, religioso e pittore italiano (Copertino, n. 1609)
- Angelo Maria Bandini, religioso, bibliotecario e collezionista d'arte italiano (Firenze, n. 1726 - Fiesole, † 1803)
- Angelo Calogerà, religioso e scrittore italiano (Padova, n. 1696 - Isola di San Michele, † 1766)
- Angelo Clareno, religioso italiano (Chiarino - Marsicovetere, † 1337)
- Angelo Conti, religioso italiano (Foligno, n. 1226 - Foligno, † 1312)
- Angelo Macrini, religioso italiano (Ceresara, n. 1476 - Mantova, † 1534)
- Angelo Marchesan, religioso, storico e letterato italiano (Ramon, n. 1859 - Treviso, † 1932)
- Angelo de Mojana di Cologna, religioso italiano (Milano, n. 1905 - Roma, † 1988)
- Angelo Paoli, religioso italiano (Argigliano, n. 1642 - Roma, † 1720)
- Angelo Paredi, religioso, storico e bibliotecario italiano (Canzo, n. 1908 - Milano, † 1997)
- Angelo Penna, religioso, teologo e biblista italiano (Pereto, n. 1917 - Perugia, † 1981)
- Angelo Scarpetti, religioso italiano (Sansepolcro - Sansepolcro)
- Angelo Luigi Stoppa, religioso e storico italiano (Borgosesia, n. 1915 - Novara, † 1998)
- Angelo Zankl, religioso statunitense (Almena, n. 1901 - Collegeville, † 2007)

## Rugbisti a 15(4)
- Angelo Albonico, rugbista a 15 italiano (Torino, n. 1912 - † 1943)
- Angelo Arrigoni, rugbista a 15 italiano (Soresina, n. 1923 - Torino, † 2014)
- Angelo Autore, rugbista a 15 italiano (Rocca di Cambio, n. 1936 - L'Aquila, † 2014)
- Angelo Esposito, rugbista a 15 italiano (Casandrino, n. 1993)

## Saggisti(3)
- Angelo Bona, saggista italiano (Bologna, n. 1955)
- Angelo R. Humouda, saggista e storico del cinema italiano (Haifa, n. 1937 - Genova, † 1994)
- Angelo Vecchio, saggista e giornalista italiano (Licata, n. 1949)

## Scacchisti(1)
- Angelo Giusti, scacchista italiano (Lucca, n. 1901 - † 1986)

## Sceneggiatori(3)
- Angelo Orlando, sceneggiatore, regista e attore italiano (Salerno, n. 1962)
- Angelo Pasquini, sceneggiatore, regista e giornalista italiano (Roma, n. 1948)
- Angelo Pastore, sceneggiatore e autore televisivo italiano (Salerno, n. 1977)

## Scenografi(2)
- Angelo Quaglio il Giovane, scenografo tedesco (Monaco di Baviera, n. 1829 - Monaco di Baviera, † 1890)
- Angelo Zagame, scenografo italiano

## Schermidori(3)
- Angelo Arcidiacono, schermidore italiano (Catania, n. 1955 - Catania, † 2007)
- Angelo Mazzoni, ex schermidore italiano (Milano, n. 1961)
- Angelo Scuri, ex schermidore italiano (Firenze, n. 1959)

## Scienziati(1)
- Angelo Vegni, scienziato, mecenate e filantropo italiano (Pari, n. 1811 - Firenze, † 1883)

## Scrittori(15)
- Angelo Cannavacciuolo, scrittore, sceneggiatore e regista italiano (Napoli, n. 1956)
- Angelo Conti, scrittore, storico dell'arte e filosofo italiano (Roma, n. 1860 - Napoli, † 1930)
- Angelo Ferracuti, scrittore italiano (Fermo, n. 1960)
- Angelo Fiore, scrittore italiano (Palermo, n. 1908 - Palermo, † 1986)
- Angelo Luigi Fiorita, scrittore, poeta e giornalista italiano (Genova, n. 1895 - † 1958)
- Angelo Grillo, scrittore e poeta italiano (Genova, n. 1557 - Parma, † 1629)
- Angelo Jacomuzzi, scrittore e critico letterario italiano (Novi Ligure, n. 1929 - Torino, † 1995)
- Angelo Leosini, scrittore e storico italiano (Preturo, n. 1818 - L'Aquila, † 1881)
- Angelo Lodi, scrittore italiano (Castano Primo, n. 1920 - Buscate, † 2008)
- Angelo Morino, scrittore e traduttore italiano (Susa, n. 1950 - Torino, † 2007)
- Angelo Petrella, scrittore, sceneggiatore e traduttore italiano (Napoli, n. 1978)
- Angelo Petrosino, scrittore, traduttore e docente italiano (Castellaneta, n. 1949)
- Angelo Bertino Poli, scrittore italiano (Poggio di Nazza, n. 1905 - Ghirla, † 1980)
- Angelo Rinaldi, scrittore, critico letterario e giornalista francese (Bastia, n. 1940 - Parigi, † 2025)
- Angelo Solmi, scrittore e critico cinematografico italiano (Piacenza, n. 1921)

## Scultori(28)
- Angelo Biancini, scultore e ceramista italiano (Castel Bolognese, n. 1911 - Castel Bolognese, † 1988)
- Angelo Maria Brunelli, scultore italiano (Firenze, n. 1740 - Napoli, † 1806)
- Angelo Bruneri, scultore italiano († 1860)
- Angelo Casciello, scultore e pittore italiano (Scafati, n. 1957)
- Angelo Conti, scultore e paleontologo italiano (Ferrara, n. 1812 - Ferrara, † 1876)
- Angelo De Rossi, scultore italiano (Genova, n. 1671 - Roma, † 1715)
- Angelo De Vico, scultore italiano (Penne, n. 1853 - † 1932)
- Angelo Ferreri, scultore italiano (Milano, n. 1912 - Milano, † 2010)
- Angelo Aniello Fiore, scultore e architetto italiano (Napoli - Napoli)
- Angelo Franco, scultore italiano (Venezia, n. 1887 - Milano, † 1961)
- Angelo Frattini, scultore italiano (Varese, n. 1910 - Varese, † 1975)
- Angelo Galli, scultore e pittore italiano (Viggiù, n. 1870 - Milano, † 1933)
- Angelo Grilli, scultore e medaglista italiano (Pavia, n. 1932 - Pavia, † 2015)
- Angelo Gritti, scultore italiano (Bergamo, n. 1907 - Bergamo, † 1975)
- Angelo Lana, scultore italiano (Ferrara, n. 1834)
- Angelo Lualdi, scultore italiano (Genova, n. 1881 - Fiesole, † 1979)
- Angelo Camillo Maine, scultore italiano (Genova, n. 1892 - Genova, † 1969)
- Angelo Marinali, scultore italiano (Angarano, n. 1654 - Vicenza, † 1702)
- Angelo Pizzi, scultore italiano (Milano, n. 1775 - Venezia, † 1819)
- Angelo Piò, scultore italiano (Bologna, n. 1690 - Bologna, † 1770)
- Angelo Rangheri, scultore italiano (Verona, n. 1671 - Verona, † 1740)
- Angelo Righetti, scultore italiano (Brescia, n. 1900 - Brescia, † 1972)
- Angelo Sabbatani, scultore e medaglista italiano (Faenza, n. 1922 - Roma, † 1974)
- Angelo Virgilio Vavassori, scultore italiano (Albegno, n. 1885 - Segrate, † 1961)
- Angelo Viva, scultore italiano (Napoli, n. 1748 - Napoli, † 1837)
- Angelo Zanelli, scultore italiano (San Felice del Benaco, n. 1879 - Roma, † 1942)
- Angelo da Pietrafitta, scultore e religioso italiano (Pietrafitta, n. 1620 - Pietrafitta, † 1699)
- Angelo di Giovanni da Verona, scultore italiano (n. 1437 - † 1508)

## Siepisti(1)
- Angelo Carosi, ex siepista, mezzofondista e maratoneta italiano (Priverno, n. 1964)

## Sindacalisti(3)
- Angelo Airoldi, sindacalista italiano (Lecco, n. 1942 - Portogruaro, † 1999)
- Angelo Faggi, sindacalista e politico italiano (Brozzi, n. 1885 - Piacenza, † 1957)
- Angelo Sbrana, sindacalista italiano (Pisa, n. 1885 - Caen, † 1941)

## Sollevatori(1)
- Angelo Mannironi, ex sollevatore italiano (Bracciano, n. 1961)

## Stilisti(2)
- Angelo Galasso, stilista italiano (Francavilla Fontana, n. 1959)
- Angelo Litrico, stilista italiano (Catania, n. 1927 - Roma, † 1986)

## Storici(16)
- Angelo Paolo Carena, storico italiano (Carmagnola, n. 1740 - Torino, † 1769)
- Angelo Mario Edoari Da Erba, storico italiano (Parma - Parma)
- Angelo De Santis, storico e bibliotecario italiano (Minturno, n. 1889 - Roma, † 1981)
- Angelo Del Boca, storico, giornalista e scrittore italiano (Novara, n. 1925 - Torino, † 2021)
- Angelo di Costanzo, storico e poeta italiano (Napoli - Napoli, † 1591)
- Angelo Fabroni, storico e religioso italiano (Marradi, n. 1732 - Pisa, † 1803)
- Angelo Filipuzzi, storico italiano (San Giorgio della Richinvelda, n. 1907 - Spilimbergo, † 2003)
- Angelo Marsiano, storico e saggista italiano (Niscemi, n. 1926 - Niscemi, † 1993)
- Angelo Mazzi, storico, bibliotecario e politico italiano (Villa d'Almè, n. 1841 - Bergamo, † 1925)
- Angelo Pezzana, storico, bibliotecario e filologo italiano (Parma, n. 1772 - Parma, † 1862)
- Angelo Pinetti, storico italiano (Martinengo, n. 1872 - Bergamo, † 1930)
- Angelo Russi, storico italiano (San Severo, n. 1947)
- Angelo Sacchetti Sassetti, storico, funzionario e politico italiano (Rieti, n. 1873 - Rieti, † 1968)
- Angelo Sammarco, storico italiano (Acerra, n. 1883 - Torre del Greco, † 1948)
- Angelo Segrè, storico italiano (Tivoli, n. 1891 - Firenze, † 1969)
- Angelo Ventura, storico italiano (Padova, n. 1930 - Padova, † 2016)

## Storici dell'arte(1)
- Angelo Tartuferi, storico dell'arte e funzionario italiano (Firenze, n. 1957)

## Storici della filosofia(1)
- Angelo d'Orsi, storico della filosofia e giornalista italiano (Pontecagnano Faiano, n. 1947)

## Storici delle religioni(1)
- Angelo Brelich, storico delle religioni e antropologo ungherese (Budapest, n. 1913 - Roma, † 1977)

## Tenori(7)
- Angelo Amorevoli, tenore italiano (Venezia, n. 1716 - Dresda, † 1798)
- Angelo Badà, tenore italiano (Novara, n. 1876 - Novara, † 1941)
- Angelo Bendinelli, tenore italiano (Lari, n. 1876 - Livorno, † 1942)
- Angelo Gamba, tenore italiano (Asti, n. 1872 - Messina, † 1908)
- Angelo Lo Forese, tenore italiano (Milano, n. 1920 - Milano, † 2020)
- Angelo Masini, tenore italiano (Forlì, n. 1844 - Forlì, † 1926)
- Angelo Mercuriali, tenore italiano (Ferrara, n. 1909 - Milano, † 1999)

## Teologi(1)
- Angelo Bellon, teologo italiano (Pianiga, n. 1947)

## Tiratori a volo(1)
- Angelo Scalzone, tiratore a volo italiano (Casal di Principe, n. 1931 - Villejuif, † 1987)

## Traduttori(1)
- Angelo Treves, traduttore italiano (Vercelli, n. 1873 - Milano, † 1937)

## Umanisti(4)
- Angelo Decembrio, umanista, scrittore e politico italiano (n. 1415)
- Angelo Rocca, umanista, bibliotecario e vescovo cattolico italiano (Rocca Contrada, n. 1545 - Roma, † 1620)
- Angelo Sabino, umanista, poeta e filologo italiano
- Claudio Tolomei, umanista, letterato e vescovo cattolico italiano (Asciano - Roma, † 1556)

## Velocisti(3)
- Angelo Cipolloni, ex velocista italiano (Rieti, n. 1970)
- Angelo Ferrario, velocista e allenatore di atletica leggera italiano (Milano, n. 1908 - Sanremo, † 1997)
- Angelo Sguazzero, ex velocista italiano (Como, n. 1946)

## Vescovi cattolici(44)
- Angelo Acciaiuoli, vescovo cattolico italiano (Firenze, n. 1298 - Napoli, † 1357)
- Angelo Bersani-Dossena, vescovo cattolico italiano (Paullo, n. 1835 - Lodi, † 1887)
- Maturino Blanchet, vescovo cattolico italiano (Gressan, n. 1892 - Saint-Pierre, † 1974)
- Angelo Bragadin, vescovo cattolico italiano († 1560)
- Angelo Calabretta, vescovo cattolico italiano (Acireale, n. 1896 - Aci Sant'Antonio, † 1975)
- Angelo Cambiaso, vescovo cattolico italiano (Genova, n. 1865 - Albenga, † 1946)
- Angelo Canopeo, vescovo cattolico italiano
- Angelo Casarino, vescovo cattolico italiano (Treviso - Treviso, † 1600)
- Angelo Castellari, vescovo cattolico italiano (n. 1596 - † 1640)
- Angelo Cattani da Diacceto, vescovo cattolico italiano (n. 1493 - † 1574)
- Angelo Cavazza, vescovo cattolico italiano († 1452)
- Angelo Cella, vescovo cattolico italiano (Gorgo al Monticano, n. 1923 - Roma, † 2008)
- Angelo Cerretani, vescovo cattolico italiano († 1349)
- Angelo Cesi, vescovo cattolico italiano (Roma, n. 1530 - Todi, † 1606)
- Angelo Colocci, vescovo cattolico italiano (Jesi, n. 1474 - Roma, † 1549)
- Angelo Daniel, vescovo cattolico italiano (Montebelluna, n. 1933)
- Angelo Dolfin, vescovo cattolico italiano (Venezia - Venezia, † 1336)
- Angelo Fasolo, vescovo cattolico italiano (Chioggia, n. 1426 - † 1490)
- Angelo Frosi, vescovo cattolico italiano (San Bassano, n. 1924 - Abaetetuba, † 1995)
- Angelo Fusinato, vescovo cattolico italiano (Arsiè, n. 1802 - † 1854)
- Angelo Giurdanella, vescovo cattolico italiano (Modica, n. 1956)
- Angelo Giustiniani, vescovo cattolico italiano († 1600)
- Angelo Michele Iannacchino, vescovo cattolico italiano (Sturno, n. 1839 - Sturno, † 1920)
- Angelo Giuseppe Jelmini, vescovo cattolico svizzero (Muralto, n. 1893 - Lugano, † 1968)
- Angelo Malavolti, vescovo cattolico italiano
- Angelo Marzi, vescovo cattolico italiano (San Gimignano, n. 1477 - Firenze, † 1546)
- Angelo Massarelli, vescovo cattolico italiano (San Severino Marche, n. 1510 - Roma, † 1566)
- Angelo Mausoni, vescovo cattolico italiano (L'Aquila - † 1665)
- Angelo Moreschi, vescovo cattolico e missionario italiano (Nave, n. 1952 - Brescia, † 2020)
- Angelo Negri, vescovo cattolico e missionario italiano (Tres, n. 1889 - Arua, † 1949)
- Angelo Pappacoda, vescovo cattolico italiano (Napoli, n. 1466 - Napoli, † 1537)
- Angelo Paravisi, vescovo cattolico italiano (Bergamo, n. 1930 - Crema, † 2004)
- Angelo Peruzzi, vescovo cattolico italiano (Mondolfo - † 1600)
- Angelo da Porta Sole, vescovo cattolico e predicatore italiano (Perugia - Istia d'Ombrone, † 1334)
- Angelo Ricasoli, vescovo cattolico italiano (Firenze - Arezzo, † 1403)
- Angelo Rizzo, vescovo cattolico italiano (Montedoro, n. 1926 - Montedoro, † 2009)
- Angelo Sanfelice, vescovo cattolico italiano (Alife - Alife, † 1457)
- Angelo Simonetti, vescovo cattolico italiano (Firenzuola, n. 1861 - Pescia, † 1950)
- Angelo Spinillo, vescovo cattolico italiano (Sant'Arsenio, n. 1951)
- Angelo Tarantino, vescovo cattolico e missionario italiano (Portogruaro, n. 1908 - Arua, † 1990)
- Angelo Fausto Vallainc, vescovo cattolico italiano (Buissoney, n. 1916 - Alba, † 1986)
- Angelo Raimondo Verardo, vescovo cattolico italiano (Cornigliano, n. 1913 - Sanremo, † 1999)
- Angelo Cesare Vigiani, vescovo cattolico e missionario italiano (Borgo San Lorenzo, n. 1880 - Cuevo, † 1961)
- Angelo Zambarbieri, vescovo cattolico italiano (Pecorara, n. 1913 - Genova, † 1970)

## Veterinari(1)
- Angelo Bianchi, veterinario e agronomo italiano (Terranova dei Passerini, n. 1905 - Roma, † 1960)

## Violinisti(2)
- Angelo Consolini, violinista, violista e compositore italiano (Bologna, n. 1859 - Bologna, † 1934)
- Angelo Ephrikian, violinista, direttore d'orchestra e compositore italiano (Treviso, n. 1913 - Roma, † 1982)

## Wrestler(1)
- Angelo Parker, wrestler canadese (Niagara Falls, n. 1984)

## Senza attività specificata(8)
- Angelo Maria Monticelli, cantante castrato italiano (Milano - Dresda)
- Angelo Blasi, italiano (Napoli, n. 1907 - Napoli, † 1997)
- Angelo Bonanni, tecnico del suono italiano (Tivoli, n. 1978)
- Angelo Cameroni, allenatore di rugby a 15 e calciatore italiano (Milano, n. 1891 - Ponti sul Mincio, † 1961)
- Angelo Capodicasa, ex politico italiano (Joppolo Giancaxio, n. 1949)
- Angelo Licheri, italiano (Gavoi, n. 1944 - Nettuno, † 2021)
- Angelo Maria Ripellino, slavista, traduttore e poeta italiano (Palermo, n. 1923 - Roma, † 1978)
- Angelo Stella, italianista e filologo italiano (Travedona Monate, n. 1938 - Pavia, † 2023)